# Serrat del Verdeguer (Castellcir)

El Serrat del Verdeguer, respecte del terme de Castellcir

El Serrat del Verdeguer és un serrat del terme municipal de Castellcir, a la comarca del Moianès.
Està situat en el sector occidental del centre del terme de Castellcir, a prop i al sud-oest de la masia del Verdeguer, a llevant del Purgatori, al nord dels Camps del Cau del Toixó, al sud de la Rompuda de l'Esteve i a ponent del Solell del Verdeguer, a la dreta del torrent de la Mare de Déu. Al seu nord s'estenen els camps del Verdeguer; entre ells, el Camp de les Abelles.

## Etimologia
Aquesta serra deu el nom a la masia del Verdeguer, al seu sud-oest i en terres de la qual es trobava.